# Wild and Peaceful (Kool & the Gang)
Wild and Peaceful  è il sesto album dei Kool & the Gang, uscito nel 1973.
A partire da questo album, il nome del gruppo abbandona la grafia iniziale Kool and the Gang, ed adotta la grafia Kool & the Gang tuttora utilizzata.

## Tracce
1. Funky Stuff (Bell/Lowery/May/Moreno) - 3:00
2. More Funky Stuff (Kool & the Gang) - 2:50
3. Jungle Boogie (Kool & the Gang) - 3:03
4. Heaven at Once (Bayyan/Bell/Kool & the Gang) - 5:01
5. Hollywood Swinging (Kool & the Gang/West) - 4:36
6. This Is You, This Is Me (Brown/Kool & the Gang) - 5:23
7. Life Is What You Make It (Kool & the Gang/Thomas) - 3:53
8. Wild and Peaceful (Bayyan/Kool & the Gang) - 9:26

## Formazione

### Gruppo
- Robert Kool Bell – basso, voce
- George Funky Brown – batteria, percussioni, voce
- Ricky West – piano elettrico, voce
- Claydes Smith – chitarra
- Dennis D.T. Thomas – sassofono contralto, flauto, congas, voce
- Ronald Bell – sassofono tenore, sassofono soprano, voce
- Robert Spike Mickens – tromba, voce

#### Altri musicisti
- Don Boyce – cori (traccia 3)
- Rory Bell – cori (traccia 4)
- Tomorrow's Edition (Jerome Gourdine, Aaron Mathis e Wesley Thomas) – cori (traccia 6)